# Kozmológiai istenérv
A kozmológiai istenérv egyike a metafizikai jellegű istenérveknek. Az érvelés a következő: 1). A Világegyetem (Kozmosz) nem tökéletes, hanem egészét és minden részét is tekintve, esetleges (nem örök, hanem keletkezett és változandó, és nem elégséges önmaga magyarázatára); 2). Mindennek, ami létrejön és esetleges, valamilyen önmagán kívüli oka, magyarázata van. 3). Ennélfogva a Világnak is önmagán túli oka kell, hogy legyen. 4). Mivel az okok láncolatában nem mehetünk a végtelenségig (regressus ad infinitum), ezért kell, hogy legyen a Világnak egy végső, nem esetleges alapja, amelynek már nincs önmagán kívüli oka. Ez Isten.
Leszögezendő, hogy az így levezetett Istenfogalom absztrakt, és nem következik belőle, hogy Istennek olyan személyes lénynek kell lennie, amint azt egyes világvallások tanai hirdetik.
Kötetlenebb megfogalmazásban: az ember számára szükségszerű igény, hogy minden, ami létezik vagy megtörténik, kielégítő magyarázattal (alappal) rendelkezzen vagy önmagában, vagy valami másban (okság). Tehát a létezés két kategóriáját különböztethetjük meg: az abszolút vagy szükségszerű létezést, ami önmaga létezését magyarázza; illetve az esetleges létezést, amely csak egy magán kívül eső okkal magyarázható. Ha megpróbálunk magunk körül mindent besorolni ebbe a két kategóriába, le kell vonnunk a következtetést, hogy a valóságban minden az esetleges létezők csoportjába tartozik. Ha semmilyen anyagi jellegű létező sem abszolút, akkor miért lenne az az egész Világegyetem? Következésképpen az univerzum amely esetleges elemekből áll, szintén esetleges kell, hogy legyen, vagyis önmagán kívüli oka van. Felmerül a kérdés, ez az ok már abszolút-e vagy esetleges? Amennyiben maga is esetleges, úgy szintén önmagán kívüli oka van, és amennyiben ez utóbbi ok esetleges, akkor ennek szintén önmagán kívüli oka van ... és így tovább. Véges sok lépés után meg kell állnunk, és feltételeznünk egy abszolút okot, különben okok végtelen láncolatát kapnánk (ami paradoxon). Ez azt jelenti, hogy a világmindenség létrejöttére rajta kívül eső megfelelő magyarázatot kell keresnünk. Valaminek lennie kellett, ami mindezt létrehozta, ez a valami pedig az Isten.

## Részletesebben
Ha a kozmológiai istenérvet nem kellő körültekintéssel fogalmazzuk meg, akkor az könnyen azt a látszatot keltheti, mintha a 2). és 4). rész-érvek ellentmondásban állnának (ez számos ateistát, pl. Bertrand Russellt is, megtévesztett). Ha ugyanis mindennek oka van, akkor Istennek is kell, hogy legyen, ezáltal - mondják - ez az istenérv csak szükségtelenül „továbbhárítja” a Világ magyarázatát egy hipotetikus létezőre. Ez az ellenérv az okság ellentmondásos fogalmából indul azonban ki, és nem veszi figyelembe, hogy az érvbeli Isten nem esetleges (ekkor tényleg rajta kívüli okának kellene lennie), hanem önmagának elégséges okot (alapot) ad. Ld. még: az elégséges alap elve.

## Kritikái
Az érv gyenge pontja, hogy erősen épít a Világegyetem esetleges (keletkezett) voltára. Amennyiben a Kozmosz örökkévaló vagy más szempontól nem esetleges, akkor a kozmológiai istenérv fontos kiindulópontja akár érvényét vesztettnek is tekinthető.
Probléma lehet az is, ha az oksági láncban sehol sincsen isten - tehát pl. a világ nem teremtett, hanem egy másik világból keletkezett, amelyik viszont önmagának az oka. Emiatt ez az istenérv eleve nem lehet istenbizonyíték.
További probléma az, hogy itt magát az alapfeltevést kérdőjelezik meg: tehát, ha mindennek oka kell hogy legyen, de aztán azt mondjuk, hogy valaminek (amit önkényesen választunk meg) mégsem kell ok, akkor az egész bizonyítás felborul. Ilyenkor azt lehet rögtön felvetni, hogy akkor miért nem lehet eleve ez a világ önmagának az oka?
Ockham elve szerint ilyenkor az egyszerűbb elméletet kell elfogadnunk.
További probléma, hogy jelenlegi ismereteink szerint semmi sem lehet örök. Tehát akkor a legelső Isten sem lehet örök, valahogyan neki is ki kellett alakulnia. Mivel őelőtte nem létezett semmiféle isten, ezért kizárólag másféle - nem tervezett, spontán - módon alakulhatott ki, tehát valószínűleg evolúcióval. 
A másik fontos premisszája az ún. kontingencia-bizonyítás (ti. hogy az esetleges létezők tökéletes alapot követelnek maguknak). Ez utóbbit számos különféle érvelés alapján is meg lehet kérdőjelezni. Elvethető akár maga az okság fogalma is (akár mint metafizikailag helytelen, csak a megszokás által fenntartott kategória, mint pl. Hume-nál, akár mint a gyakorlatban használhatatlan, értelmetlen fogalom), ekkor a kozmológiai istenérv fent megfogalmazott formáját sem tarthatjuk fent. 
De még ha az okság fogalmát elfogadjuk is, akkor is felhozhatóak további ellenérvek. Amint abban nemcsak vallásos, de ateista filozófusok is egyetértenek, a végtelen oksági láncolat paradoxon. De vajon ez egyenértékű-e azzal, hogy lehetetlenség? A legtöbb gondolkodó számára tarthatatlannak látszik, de nincs kizárva, hogy ez tévedés. Ha például radikális empirista, (pl. szenzualista), vagy valamilyen szubjektivista álláspontra helyezkedünk (pragmatizmus, radikális konstruktivizmus, esetleg szolipszizmus stb.), akkor nem kell feltennünk, hogy a Világegyetem engedelmeskedik a logika törvényeinek, vagy a logika „törvényeinek” és észszerűnek tekintett ismeretelméleti elvárásainknak, hiszen a fent említett irányzatok jelentős része szerint a logika nem objektív nézőpont, hanem megalkotójához, az emberhez hasonlóan, maga is korlátozott és esetleges. Így egy végtelen oksági láncolat esetleg létezőnek gondolható, amely - például - az emberi megismerés korlátait tükrözi.